# Robin Kaleta
Robin Kaleta (* 1. října 1980 v Třinci) je český lyžař ve volném terénu (freeride), dále se věnuje horolezectví, jízdě na horském kole a v minulosti i skokům padákem ze skal (BASE jumping). Je vítězem několika mezinárodních závodů ve freeridingu. Pořádá kempy, na kterých učí zájemce lyžování mimo sjezdovky.
Pokoušel se o získání licence horského vůdce UIAGM, ale neuspěl. V roce 2015 založil heliskiingovou společnost ve Švédsku.

## Životopis
Vyrůstal ve Stříteži. Lyžovat ho učili rodiče od tří let v Beskydech. V mládí v TK Elán Třinec závodně tancoval a v roce 1998 obsadil se sestrou Sabinou 2. místo na Mistrovství České republiky mládeže. Absolvoval gymnázium v Třinci, Právnickou fakultu Univerzity Palackého v Olomouci a přes Program Erasmus byl na studijním pobytu v Anglii.
Pracuje jako profesionální freerider. V roce 2005 obsadil 1. místo v Red Bull Thrill Qualifications on Jasna, v roce 2006 zvítězil na K2 big mountain v Cragieburn na Novém Zélandu a 2. místo obsadil na Mission Freeride na Schilthornu ve Švýcarsku, roce 2009 obsadil 2. místo v Mystic Experience – Freeride World Qualiffier na Monte Rose v Itálii a v roce 2010 byl první na Scott Czech Ride (mezinárodní mistrovství ČR ve freeridingu ve švýcarském Lenzerheide).
Natočil filmy Every color of ski (Dai Aira production, 2003), Pass it on (Broken radio films, 2004), Alterna (Karkys video production, 2006), Uzbekistan – film o heliskiingu v Ťan-šanu (2008), Wunderbaum (2009), Aljaška v prašanu – film o freeridingu na Aljašce (2010).
Se skikrosařem Tomášem Krausem v roce 2007 společně sjeli Lomnický štít. Roku 2010 se oba dva zúčastnili společné expedice ještě se snowboardisty Martinem Černíkem a Michalem Novotným na Aljašce.
Dokumentární film o Kaletových začátcích s BASE jumpingem Knocking on Heavens Door (2008) byl oceněn mezinárodními cenami. Společně s Martinem Trdlou v roce 2010 seskočili do Macochy. Jejich seskok je zdokumentován ve filmu Ecce ach maco (2010).
Od roku 2010 organizuje freeridové kempy, na kterých zájemcům o volný terén předává své zkušenosti a učí je, jak předcházet nebezpečí lavin a pádů. Roku 2011 ve švýcarském Engelbergu se při prvním z nich se zabil jeden z účastníků Martin Srba, který při sjezdu z hory Titlis utrhl převěj.
V roce 2014 společně s Ondřejem Bankem natočil film Few Days o heliskiingu ve Švédsku za polárním kruhem v Nikkaluoktě.
V únoru 2016 zasáhla účastníky freeridového kempu na Lizumer Hütte lavina a zemřeli oba koučové a dva účastníci. Rakouská prokuratura nakonec zastavila vyšetřování. „Cizí zavinění se nepodařilo zjistit a obě osoby, které mohly být trestně odpovědné, stejně při neštěstí zahynuly,“ uvedla rakouská prokuratura.
S rodinou – manželkou Kristýnou, synem Jakubem (* 2010) a dcerou Elou žijí v Řevnicích.